# Bart Bowen
Barton Bowen (Austin, 22 aprile 1967) è un ex ciclista su strada e ciclocrossista statunitense, professionista dal 1990 al 2000.

## Carriera
Professionista dal 1990 al 2000, vinse due edizioni dei Campionati statunitensi. Prese parte a sei edizioni dei mondiali su strada e ad una edizione di quelli ciclocross.
La sua carriera si è sviluppata al di fuori dal giro delle grandi corse europee, e difatti raccolse successi soprattutto nelle competizioni statunitensi. Tuttavia nel 1992 prese parte ad alcune corse a tappe europee importanti quali Tour de Suisse e Critérium International, mentre l'anno successivo gareggiò in prove di Coppa del mondo come Amstel Gold Race e Clásica San Sebastián.

## Palmarès

### Strada
- 1990 (Subaro-Montgomery, una vittoria)

Classifica generale Tour of Palm Springs
- 1992 (Subaru-Montgomery, quattro vittorie)

Campionati statunitensi, Prova in linea
CoreStates USPRO Championships (valido come Campionati statunitensi)
Melbourne-Mont Buller (Corsa in salita)
Classifica generale Herald Sun Tour
- 1993 (Subaro-Montgomery, una vittoria)

Classifica generale Cascade Cycling Classic
- 1994 (Saturn, una vittoria)

1ª tappa Tour of Willamette
- 1995 (Saturn, una vittoria)

2ª tappa Tour of the Gila
- 1996 (Saturn, due vittorie)

14ª tappa Fresca Classic - Milwaukee Superweek (Milwaukee > Milwaukee)
17ª tappa Fresca Classic - Milwaukee Superweek (Milwaukee > Milwaukee)
- 1997 (Saturn, sette vittorie)

Campionati statunitensi, Prova in linea
3ª tappa Tour of Japan (Shuzenji > Shuzenji)
Classifica generale Tour of Japan
1ª tappa Tour of the Gila (cronometro)
2ª tappa Tour of the Gila
Classifica generale Tour of the Gila
4ª tappa Cascade Cycling Classic (Downtown Bend Twilight Criterium)
- 1998 (Saturn, una vittoria)

4ª tappa Cascade Cycling Classic (Downtown Bend Twilight Criterium)
6ª tappa Cascade Cycling Classic
- 1999 (Saturn, una vittoria)

Classifica generale Fitchburg Longsjo Classic

#### Altri successi
- 1995 (Saturn)

Ann Arbor Criterium
- 1997 (Saturn)

Criterium di Albuquerque
Criterium di Jemez Pueblo
Criterium di Rocky Hill
- 1999 (Saturn)

Criterium di Santa Fe

### Ciclocross
- 1998 (Saturn)

Chicago
San Jose - Bay Area
- 1999 (Saturn)

Seattle
San Francisco
San Jose

## Piazzamenti

### Classiche monumento
- Milano-Sanremo

1993: 64º

### Competizioni mondiali
- Campionati del mondo su strada

Utsunomiya 1990 - In linea: ritirato
Stoccarda 1991 - In linea: ritirato
Benidorm 1992 - In linea: ritirato
Oslo 1993 - In linea: ritirato
Agrigento 1994 - In linea: ritirato
Duitama 1995 - In linea: ritirato
- Campionati del mondo di ciclocross

Sint-Michielsgestel 2000: 34º